# سال پرلموتر
سال پرلموتر (به انگلیسی: Saul Perlmutter) اخترفیزیکدان آمریکایی آزمایشگاه ملی لارنس برکلی و استاد فیزیک دانشگاه کالیفرنیا، برکلی می‌باشد. او یکی از اعضای آکادمی هنر و علوم آمریکا است و در سال ۲۰۰۳ به عنوان همکار انجمن پیشبرد علوم آمریکا انتخاب شد. او همچنین از اعضای آکادمی ملی علوم می‌باشد. او به دلیل ارائه شواهدی از شتاب در انبساط جهان همراه آدم ریس و برایان اشمیت برنده جایزه شاو در سال ۲۰۰۶ و جایزه نوبل فیزیک در سال ۲۰۱۱ شد.